# 英雄傳說 創之軌跡
《英雄傳說 創之軌跡》是日本Falcom製作的角色扮演遊戲，是英雄傳說系列第十五作，也是該系列第三期軌跡系列的第十作，於2020年8月27日在PlayStation 4平台上市，中日韓三語言版本同步發售。

## 概要
本作延續了軌跡系列的「導力科技」世界觀，舞台位於塞姆利亞大陸西部，由過去系列作《零之軌跡、碧之軌跡》主角羅伊德、《閃之軌跡》主角黎恩、以及隱藏真實身分的神祕男子「C」為本作的三大主角，將會以三人為中心，使用不同的視角敘述故事，這也是Falcom於此系列作第一次嘗試的敘事手法與劇本。
- 標題中「創」一字的含意是由此開始軌跡系列將進入故事後半部分，本作是全系列後半部分開始的起點[6]。

- 本作的製作計畫是因閃之軌跡IV完結後，還想再多描繪帝國眾多角色的後日談[7]，以及希望能有一款作品描繪碧之軌跡後克洛斯貝爾的獨立而成形的[8]。

- 由Falcom社內新一代的團隊進行開發準備工作[9]，其中神祕男子「C」的設定也來自於新團隊[10]。

- 挑選三位主角的原因分別是：由於許多玩家反應想要看到碧之軌跡的後續劇情，因此挑選了羅伊德擔任主角之一；Falcom社長自述還有未能充分詮釋閃之軌跡主角黎恩的部分，因此繼續挑選他擔任主角之一；第三位主角原定是空之軌跡主角艾絲蒂兒；但新社員提出了神祕男子「C」這個構思，因此決定挑選「C」擔任主角之一[11]。

## 故事
分別由三段不同地點與主角的故事交錯組成，接續《碧之軌跡》完結劇情的重新獨立之日（英語：The Day of Reindependence），由克洛斯貝爾解放者羅伊德的視點看待即將重新獲得獨立的自治州；以及《閃之軌跡IV》的後日談失去的象徵（英語：Lost Symbol），以埃雷波尼亞英雄黎恩為中心述說戰敗後的帝國以及死去的宰相所造成的影響；全新劇情悲慘的罪人（英語：The Miserable Sinners）則是出現了與過去帝國恐怖份子同名的神祕男子隱者「C」在暗中進行著活動。以三個不同故事與主角描繪這個世界即將邁入終結的故事。

### 章節
| 序章   | 克洛斯貝爾解放作戰（）    | 克洛斯貝爾解放作戰（） | 克洛斯貝爾解放作戰（） |
|        | 羅伊德線                  | 黎恩線                 | 「C」線                |
| 第一章 | 再次獨立之日（）          | 雪融時的歸鄉（）       | 邂逅之夜（）           |
| 第二章 | 失落之魂（）              | 緋紅之都的影子（）     | 黑暗蠢動（）           |
| 第三章 | 超越幻想（）              | 被揭露的蒼穹（）       | 追憶～抓住的光輝（）   |
| 第四章 | 甦醒的意志-黑色包圍戰（） | 零之邂逅（）           | 極樂世界（）           |
| 終章   | 終焉，以及創始（）        | 終焉，以及創始（）     | 終焉，以及創始（）     |
| 後日談 | 前往夢幻的彼端（）        | 前往夢幻的彼端（）     | 前往夢幻的彼端（）     |

## 系統
交錯故事系統（英語：Cross Story System）
切換三位主角進行軌跡世界的全新故事。
軌跡系列第一次採用的系統，在羅伊德、黎恩、「C」這三位主角間任意切換同時推進劇情。即使是相同地點，根據選擇不同的路線、時間、角色，能夠看見相異的情報與故事。

## 登場人物
在此只簡略依官方網站公布順序介紹遊戲中的三位主角，以及未曾在過去系列作登場的新人物，詳細人物介紹請參考：

### 主角
羅伊德·班寧斯（Lloyd Bannings，聲優：柿原徹也）
重新獨立之日路線主角。
克洛斯貝爾警察「特務支援課」的隊長。
在長期被兩大國夾擊欺壓的克洛斯貝爾中，以熱血性格所展現的正義感與不屈靈魂解決了許多困難案件，被視為克洛斯貝爾的英雄，在帝國佔領後一面躲避通緝，一面為解放克洛斯貝爾而不斷努力。
歷經兩年多的歲月後，成功解放克洛斯貝爾的他回到了警察崗位，等待著再獨立儀式的那天，但看似一帆風順的克州，似乎又有難以窺見的陰謀在檯面下蠢動著。
黎恩·舒華澤（Rean Schwarzer，聲優：内山昂輝）
失去的象徵路線主角。
埃雷波尼亞帝國托爾茲第二分校的教官，被稱為「灰之騎士」。
在帝國侵略時期，謙虛正直的他因為懷有不明詛咒的神祕力量以及獲得了古代兵器騎神，而被政府推上了帝國英雄的位置，作為侵略他國的宣傳；雖然數次反抗但仍遭遇失敗，不放棄的他最後在眾人的幫助下將帝國從不可告人的詛咒中解放。
戰後作為教官重返職場，某日他獲得了一個委託重新回到故鄉。
「C」（C，聲優：平川大輔）
悲慘的罪人路線主角。
以面具遮住樣貌的神祕男子。
跟曾經引起帝國內戰的恐怖組織領導人同名，但造型與武裝都不同，難以辨識其真實身分。
獨自行動的他，似乎在單獨調查帝國衛士隊的異常動向。

### 其他角色
斯溫·亞貝爾（Swin Abel，聲優：梶原岳人）
性格冷靜的青年，原殺手組織成員。
因為某件事從組織中與娜狄雅一起逃離，立誓不再殺人，時常被娜狄雅的隨性舉止所困擾著。
娜狄雅·萊恩（Nadia Rayne，聲優：石見舞菜香）
總是表現的懶洋洋的少女，斯溫的搭檔。
有著出色的分析能力，擅長以可愛外表與演技欺騙對手，與斯溫一起逃離組織的追捕中。
拉碧絲·羅贊貝爾克（Lapis Rosenberg，聲優：和氣杏未）
擁有人類少女外貌的嬌小人偶。
身上有著自我人格的謎樣技術，但失去了記憶；為了找出真相與「C」還有斯溫他們一起行動。

## 關聯項目
- Falcom
- 英雄傳說系列
- 軌跡系列
- 英雄傳說VI 空之軌跡
- 英雄傳說VII（零之軌跡 - 碧之軌跡）
- 英雄傳說 閃之軌跡

## 外部連結
- （日語）英雄傳說 創之軌跡 日文官方網站 （页面存档备份，存于）
- （繁體中文）中文代理網站 （页面存档备份，存于）